# 佐藤匠 (俳優)
佐藤 匠（さとう たくみ、1996年〈平成8年〉12月8日 - ）は、日本の俳優。東京都出身。スターダストプロモーション第一事業部所属。

## 出演

### テレビドラマ
- モリのアサガオ 第3話（2010年11月1日、テレビ東京） - 笹野勇気 役
- ドン★キホーテ 第3話（2011年7月23日、日本テレビ）
- 35歳の高校生（2013年4月 - 6月、日本テレビ） - 清水裕太 役

### 映画
- 告白（2010年）
- 学校の怪談 呪いの言霊（2014年）

### 舞台
- EBiDAN（恵比寿学園男子部）（2010年8月27日 - 29日）
- EBiDAN THE LIVE アフタースクールvol.1〜今日は22日だから2と2を足して出席番号4のやつ答えてみろ!〜（2010年10月22日）
- 新春 戦国鍋祭〜あんまり近づきすぎると斬られちゃうよ〜（2011年1月）
- ぱんきす!3次元（2015年）
- 咲くは江戸にもその素質（2017年5月）
- 舞台「恐怖コレクター」（2023年5月13日 - 21日、草月ホール） - 池谷兄 役

### テレビアニメ
- ぱんきす!2次元（2015年1月 - 6月）

### イメージキャラクター
- 269（2010年） - WEBイメージキャラクター